# اووستیکلو
اووستیکلو (به لاتین: Oosteeklo) یک منطقهٔ مسکونی در بلژیک است که در اسنود واقع شده‌است.